# Сидельниково
Сиде́льниково (рос. Сидельниково, марій. Юлъял) — село у складі Звениговського району Марій Ел, Росія. Входить до складу Кокшамарського сільського поселення.

## Населення
Населення — 677 осіб (2010; 733 у 2002).
Національний склад (станом на 2002 рік):
- марі — 87 %